# Stoffa da campioni
Stoffa da campioni (The Mighty Ducks) è un film del 1992 diretto da Stephen Herek.

## Trama
Gordon Bombay è un brillante avvocato di successo di Minneapolis, ma nella sua vita c'è un grande rimpianto: in passato era un promettente giocatore di hockey su ghiaccio e un errore durante una partita decisiva gli costò la carriera.
Un giorno, dopo aver vinto una causa, viene fermato da un poliziotto mentre guida in stato di ebbrezza; il suo capo è stanco di queste sue sciocchezze e gli impedisce di difendersi in tribunale. Viene così condannato a svolgere un lavoro socialmente utile: allenare la squadra di hockey del distretto 5 della città. Dopo un avvio difficile comincia ad appassionarsi e i ragazzi cominciano a volergli bene, in particolare Charlie Conway, che inizialmente lo detestava.
La squadra è in pessime condizioni ed è ultima in campionato, ma per avere accesso ai play-off è sufficiente arrivare nelle prime otto posizioni su undici squadre: l'impresa non è impossibile. Bombay trova uno sponsor e riesce a vincere le partite necessarie per arrivare ai playoff, ma a causa di alcuni problemi con il suo ex-allenatore, legati a un giovane promettente di nome Adam Banks, perde il lavoro. Gordon si concentra sui playoff ed è deciso a vincere.

## La squadra
Coach: Gordon Bombay di Minneapolis, Minnesota
- numero 1 - Terry Hall
- numero 2 - Tommy Duncan
- numero 4 - Lester Averman di Brooklyn Park, Minnesota
- numero 5 - Tammy Duncan
- numero 9 - Jesse Hall di Minneapolis, Minnesota
- numero 11 - Dave Karp
- numero 18 - Connie Moreau di Minneapolis, Minnesota
- numero 33 - Greg Goldberg di Filadelfia, Pennsylvania
- numero 44 - Fulton Reed di Stillwater, Minnesota
- numero 96 - Charlie Conway di Minneapolis, Minnesota
- numero 99 - Adam Banks di Edina, Minnesota
- numero 00 - Guy Germaine di Saint Paul, Minnesota
- Peter Mark

## Sequel
Il film ebbe due seguiti, diretti da registi diversi ma con lo stesso cast:
- Piccoli grandi eroi (1994) diretto da Sam Weisman
- Ducks - Una squadra a tutto ghiaccio (1996) diretto da Robert Lieberman

In seguito all'uscita del film la Disney fondò ad Anaheim una squadra professionistica di hockey che prese il nome di Mighty Ducks of Anaheim. La società rimase di proprietà della Disney fino al 2005, quando i cofondatori decisero di comprare la parte rimanente e nel 2006 cambiarono la maglia e il nome della squadra in Anaheim Ducks, che l'anno dopo avrebbe vinto la sua prima Stanley Cup.
Nel 2021 esce su Disney+ una serie TV, seguito dei film, intitolata Stoffa da campioni - Cambio di gioco.